# Porto di Sferracavallo
Il porto di Sferracavallo è un porto di Palermo.

## Descrizione
Il porto si trova nell'omonimo quartiere ed al centro dell'omonimo golfo, stretto tra i monti Gallo e Billiemi all'estremità Nord della città di Palermo. È presente un molo banchinato di 180 m ed una piccola banchina. Il porto nasce come porto di pescatori, ma potrebbe essere trasformato in un importante porto turistico.